# Смертная казнь в КНДР
Смертная казнь в КНДР (кор. 조선민주주의인민공화국의 사형) — исключительная мера наказания, применяемая судами страны за особо тяжкие преступления. Применяется в таких случаях, как кражи в крупных размерах, убийства, изнасилования, контрабанда наркотиков, государственная измена, шпионаж, политическое инакомыслие, дезертирство, пиратство, использование средств массовой информации, не одобренных правительством КНДР, и прозелитизм религиозных убеждений, которые противоречат действующей государственной идеологии чучхе. Из-за закрытого характера северокорейского государства любая информация по этой теме во многом зависит от анонимных источников, рассказов беженцев (как родственников жертв, так и бывших чиновников правительства) и информации от Радио «Свободная Азия», спонсируемое правительством США — служба новостей, функционирующая в странах Восточной Азии. В стране предположительно проводятся публичные казни, что, если это действительно, делает КНДР одной из последних четырёх стран, где до сих пор практикуются публичные казни, следующие три — Иран, Саудовская Аравия и Сомали, хотя это оспаривается некоторыми сообщениями перебежчиков.

## Статистика
Находящийся в Южной Корее Центр базы данных по правам человека КНДР собрал не подтверждённые свидетельства о 1193 казнях в КНДР до 2009 года. Согласно Amnesty International, в период с 2007 по 2012 год было казнено 105 человек. По оценкам американского журнала Foreign Policy, в 2010 году было проведено 60 казней. В октябре 2001 года правительство КНДР сообщило Комитету ООН по правам человека, что с 1998 года было проведено якобы «всего 13» казней и что с 1992 года не проводилось ни одной публичной казни.
13 декабря 2013 года Центральное телеграфное агентство Кореи (ЦТАК) сообщило о казни военного и политического деятеля Чан Сон Тхэка, дяди лидера КНДР Ким Чен Ына по браку. Национальная разведывательная служба Республики Корея полагает, что в середине ноября были казнены ещё двое помощников Кима — Ли Ён Ха и Чан Су Кил.
В 2014 году Совет ООН по правам человека создал Комиссию по расследованию нарушений прав человека в КНДР, которая расследует и документирует предполагаемые случаи казней, проводимых без участия суда и следствия, публично или скрытно, в ответ на политические и другие преступления, которые зачастую не относятся к числу самых серьёзных. Комиссия определила, что эти систематические действия, если они соответствуют действительности, поднимаются до уровня преступлений против человечества.
Список зарегистрированных казней
| Дата исполнения                | Осужденный                                         | Преступление | Метод                           | Источник                                               |
| ------------------------------ | -------------------------------------------------- | --- | ------------------------------- | ------------------------------------------------------ |
| август 2024 года               | 20-30 членов партии                                | Коррупция и неисполнение служебных обязанностей при неспособности предотвратить наводнение на реке Ялуцзян, в результате которого погибло 5000 человек | Не указано                      | Газета.Ru                                              |
| 19 декабря 2023 года           | Неизвестный 23-летний мужчина                      | Убийство и грабёж | Публичная казнь путём расстрела | Радио «Свободная Азия»                                 |
| 25 сентября 2023 года          | Неизвестный 40-летний мужчина                      | Кража лекарств | Публичная казнь путём расстрела | Радио «Свободная Азия»                                 |
| 30 августа 2023 года           | Девять неизвестных людей                           | Контрабанда говядины | Публичная казнь путём расстрела | Радио «Свободная Азия»                                 |
| март 2023 года                 | Неизвестная беременная женщина                     | Политическое инакомыслие | Не указано                      | Hindustan Times                                        |
| март 2023 года                 | Шесть неизвестных подростков                       | Просмотр южнокорейских сериалов и употребление наркотиков                                                                                              | Расстрел                        | Hindustan Times                                        |
| октябрь 2022 года              | Двое неизвестных подростков                        | Распространение южнокорейских фильмов | Публичная казнь путём расстрела | Радио «Свободная Азия»                                 |
| октябрь 2022 года              | Неизвестный подросток                              | Убийство мачехи | Публичная казнь путём расстрела | Радио «Свободная Азия»                                 |
| апрель 2022 года               | Неизвестный 22-летний мужчина                      | Распространение южнокорейских СМИ | Публичная казнь путём расстрела | Министерство объединения Республики Корея, BBC, Forbes |
| январь 2022 года               | Неизвестные мужчина и женщина                      | Распространение южнокорейских фильмов | Публичная казнь путём расстрела | Daily NK                                               |
| 2 марта 2021 года              | Трое неизвестных мужчин и одна неизвестная женщина | Распространение южнокорейских фильмов | Публичная казнь путём расстрела | Daily NK                                               |
| 20 июля 2020 года              | Шесть неизвестных мужчин                           | Секс-торговля | Публичная казнь путём расстрела | Радио «Свободная Азия»                                 |
| май 2020 года                  | Неизвестные мужчина и женщина                      | Попытка побега из страны | Расстрел                        | Радио «Свободная Азия»                                 |
| апрель 2020 года               | Трое неизвестных мужчин                            | Кража | Расстрел                        | Радио «Свободная Азия»                                 |
| февраль 2020 года              | Неизвестный мужчина                                | Нарушение карантина | Расстрел                        | [ 27 ]                                                 |
| март 2019 года                 | Двое неизвестных женщин                            | Гадание | Публичная казнь путём расстрела | Радио «Свободная Азия»                                 |
| 10 января 2019 года            | Неизвестный мужчина                                | Убийство тюремного охранника | Расстрел                        | [ 29 ]                                                 |
| декабрь 2018 года              | Неизвестный мужчина                                | Коррупция | Публичная казнь путём расстрела | [ 30 ]                                                 |
| декабрь 2018 года              | Неизвестный человек                                | Гадание | Не указано                      | Daily NK                                               |
| 17 ноября 2018 года            | Неизвестная женщина                                | Гадание | Расстрел                        | Daily NK                                               |
| 2018 год                       | Военный офицер                                     | Растрата | Не указано                      | Daily NK                                               |
| апрель 2017 года               | Неизвестный мужчина                                | Вымогательство, убийство, воровство | Тайная казнь; не указано        | Daily NK                                               |
| 27 февраля 2017 года           | 5 неизвестных мужчин                               | Составление ложной информации | Расстрел                        | CNBC                                                   |
| май 2015 года                  | Чхве Ён Гон                                        | Государственная измена | Не указано                      |                                                        |
| 2015 год                       | Шесть человек                                      | Проведение христианского богослужения | Расстрел                        | USCIRF                                                 |
| 2014 год                       | Неизвестный человек                                | Проведение шаманизма | Не указано                      | USCIRF                                                 |
| 2014 год                       | 49-летний мужчина                                  | Звонок родственникам в Республику Корею | Не указано                      | Daily Mirror                                           |
| 12 декабря 2013 года           | Чан Сон Тхэк и семь неизвестных мужчин             | Государственная измена | Расстрел                        | Lenta.Ru                                               |
| ноябрь 2013 года               | Неизвестные 80 человек                             | Просмотр южнокорейских сериалов и СМИ | Публичная казнь путём расстрела | Коммерсантъ                                            |
| апрель 2011 года               | Ребёнок и бабушка                                  | Проведение христианского богослужения | Расстрел                        | [ 36 ] [ 39 ]                                          |
| 3 января 2011 года             | Неизвестные мужчина и женщина                      | Государственная измена | Расстрел                        | [ 40 ]                                                 |
| 17 марта 2010 года             | Пак Нам Ги                                         | Государственная измена | Расстрел                        |                                                        |
| 10 июля 2007 года              | Неизвестная женщина                                | Кража и убийство 12-летней девочки | Расстрел                        | [ 41 ]                                                 |
| 17 мая 2006 года               | Двое охранников                                    | Продажа наркотиков и воровство | Публичная казнь                 | Daily NK                                               |
| 2 марта 2005 года              | Хан Бок Нам                                        | Незаконное пересечение границы и торговля людьми | Публичная казнь путём расстрела | [ 43 ]                                                 |
| 28 февраля — 1 марта 2005 года | Чхве Джэ Гон и Пак Мён Гиль                        | Нарушение национальной границы и торговля людьми | Публичная казнь путём расстрела | Daily NK                                               |
| 28 февраля — 1 марта 2005 года | Трое мужчин                                        | Торговля людьми | Публичная казнь путём расстрела | Daily NK                                               |
| март 2002 года                 | Трое членов семьи Ли Мин Пак                       | Проведение христианского богослужения | Не указано                      | [ 36 ]                                                 |
| 1997 год                       | Со-Кван Хуэй                                       | Саботаж | Публичная казнь путём расстрела | [ 46 ]                                                 |
| октябрь 1991 года              | Пак Мён Сик                                        | Двенадцать убийств | Расстрел                        | [ 47 ]                                                 |
| 1981 год                       | Ву Ин Хи                                           | Любовница Ким Чен Ира | Публичная казнь путём расстрела | [ 48 ]                                                 |

## Публичные казни
Сообщалось, что КНДР возобновила публичные казни в октябре 2007 года после того, как после 2000 года они сократились из-за критики со стороны международного сообщества. Среди известных предполагаемых казненных преступников были чиновники, осуждённые якобы за незаконный оборот наркотиков и растрату. Сообщалось также, что обычные преступники, осуждённые за такие преступления, как убийства, грабежи, изнасилования, торговлю наркотиками, контрабанду, пиратство, вандализм и так далее, были казнены, в основном путём расстрела. Страна не публикует национальную статистику преступности или отчёты об уровнях преступности.
Согласно непроверенной информации южнокорейского агентства по оказанию помощи Good Friends, осенью 2007 года начальник завода в провинции Пхёнан-Намдо, осуждённый за международные телефонные звонки с 13 телефонов, установленных им в подвале своего завода, предположительно, был публично расстрелян на стадионе перед толпой в 150 000 человек. Good Friends также сообщили, что 6 человек скончались во время давки, а 34 — получили травмы когда уходили зрители. По другой непроверенной информации, 15 человек якобы были расстреляны во время попытки пересечения границы с Китаем.
Комитет Генеральной Ассамблеи ООН принял проект резолюции, соавторами которого выступили более 50 стран, включая США и другие страны Запада, в котором выражается «очень серьёзная обеспокоенность» сообщениями о широко распространённых нарушениях прав человека в КНДР, включая публичные казни. КНДР осудила проект, заявив, что он неточный и предвзятый. Отчёт был отправлен на окончательное голосование тогдашней Генеральной ассамблее, состоявшей из 192 стран-членов.
В 2011 году два человека, как уточняется, были казнены на глазах у 500 зрителей за распространение пропагандистских листовок, переброшенных через демилитаризованную зону с южной стороны, предположительно, в рамках непроверенной кампании бывшего северокорейского лидера Ким Чен Ира по ужесточению идеологического контроля, когда он готовил своего младшего сына, Ким Чен Ына, в качестве возможного преемника.
В июне 2019 года южнокорейская правозащитная организация Transitional Justice Working Group опубликовала непроверенный отчёт «Mapping the Fate of the Dead», в котором указала 318 мест в КНДР, предположительно использовавшихся правительством для публичных казней. По данным НПО, публичные казни осуществлялись возле берегов рек, близ полей, рынков, школ и стадионов. В докладе утверждается, что членов семей и детей приговорённых к смерти заставляли наблюдать за их казнями.

## Смертная казнь вконцлагерях
Amnesty International и другие правозащитные организации утверждают, что рабский труд, систематические пытки, изнасилования и казни широко распространены в тюрьмах и лагерях для заключённых по политическим и уголовным статьям в КНДР. Непроверенные свидетельства описывают тайные и публичные казни в северокорейских тюрьмах путём расстрела, обезглавливания или повешения. Как утверждается, казни применяются как средство устрашения, часто сопровождаясь пытками.